# Sátoraljaújhely (nádraží)
Sátoraljaújhely je železniční stanice v maďarském městě Sátoraljaújhely, který se nachází v župě Borsod-Abaúj-Zemplén. Stanice byla otevřena v roce 1871, kdy byla zprovozněna trať mezi Szerencsem a Sátoraljaújhely.

## Provozní informace
Stanice má celkem 1 nástupiště a 2 nástupní hrany. Ve stanici je možnost zakoupení si jízdenky a je elektrizovaná střídavým proudem 25 kV, 50 Hz. Provozuje ji společnost MÁV.

## Doprava
Stanice je jediným nádražím ve městě. Končí zde několik vnitrostátních rychlíků na trase Budapešť – Miškovec – Sátoraljaújhely a osobní vlaky z Miškovce.

## Tratě
Stanicí prochází tato trať:
- Hatvan – Miškovec – Szerencs – Sátoraújhely (– Slovenské Nové Mesto) (MÁV 80)